# Condoleance

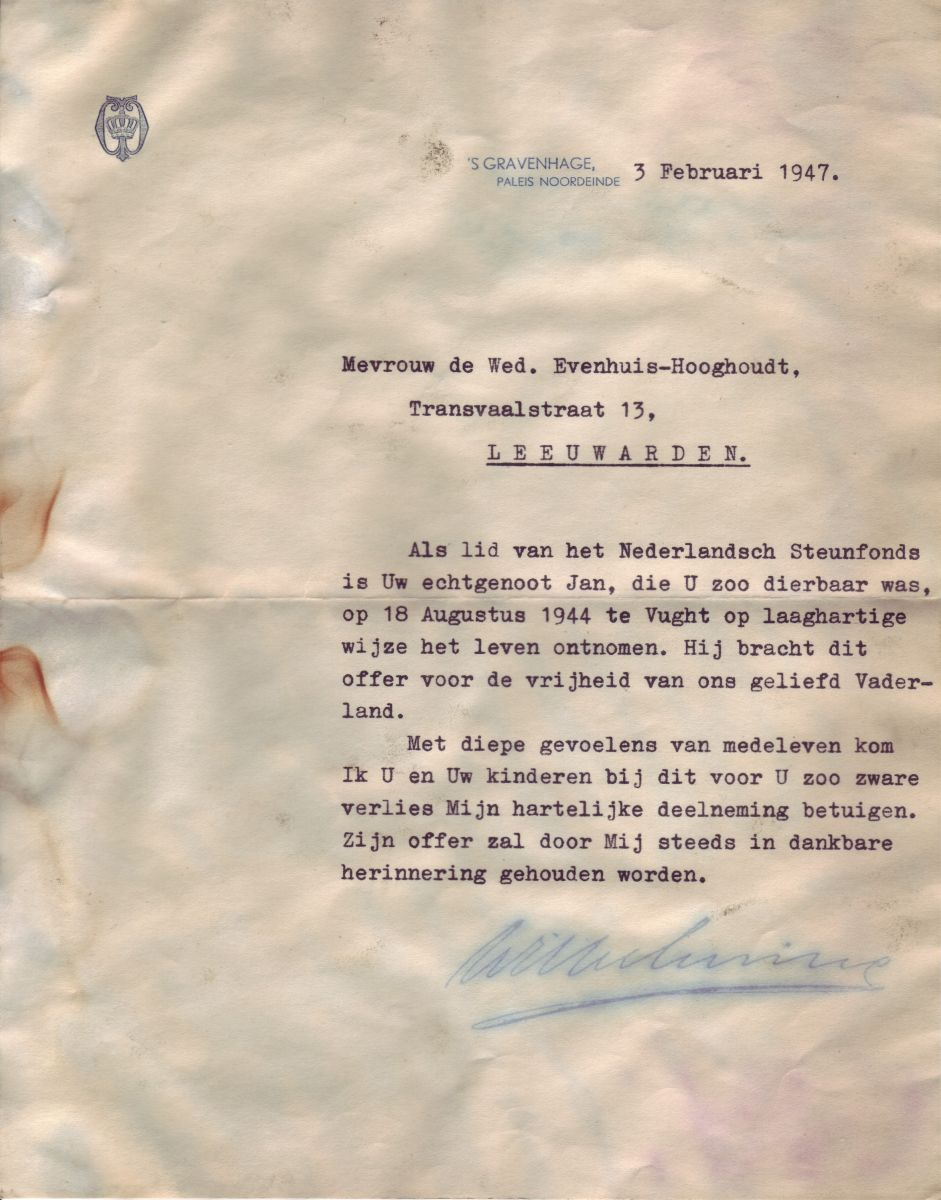
Condoleancebrief van Koningin Wilhelmina gericht aan de weduwe Johanna Evenhuis-Hooghoudt

Condoleance, ook wel condoléance, betekent 'medeleven', 'medelijden', 'deelname' of 'rouwbeklag'.
Het begrip houdt in het betonen van medeleven na het overlijden van een persoon. Vaak is er voor of na de begrafenis of crematie gelegenheid om de nabestaanden officieel te condoleren. Een andere mogelijkheid is het tekenen van een condoleanceregister. Traditioneel wordt een condoleanceregister op locatie getekend. Sinds het bestaan van internet is er steeds meer belangstelling voor het openen van digitale registers. Door de online condoleanceregisters is het ook mogelijk geworden om medeleven te uiten aan mensen die men niet persoonlijk kent.